# Kitabatake Morichika
Kitabatake Morichika est un nom japonais traditionnel ; le nom de famille (ou le nom d'école), Kitabatake, précède donc le prénom (ou le nom d'artiste).
Kitabatake Morichika (北畠守親, dates inconnues) est un kuge (noble de cour) japonais et un important défenseur de la Cour du Sud durant les guerres de l'époque Nanboku-chō. Son père est Kitabatake Akinobu.
Son kami est vénéré au Ryōzen-jinja à Date dans la préfecture de Fukushima qui est un des quinze sanctuaires de la restauration de Kenmu.

## Source de la traduction
- (en) Cet article est partiellement ou en totalité issu de l’article de Wikipédia en anglais intitulé « Kitabatake Morichika » (voir la liste des auteurs).